# چوراک (صائم بی‌لی)
چوراک (به ترکی استانبولی: Çorak) یک منطقهٔ مسکونی در ترکیه است که در صائم‌بیلی واقع شده‌است.